# 존 고티

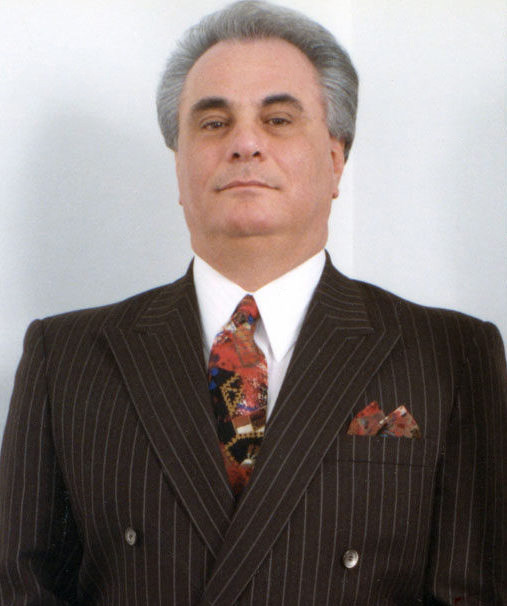
1990년 존 고티의 모습

존 조지프 고티 주니어(영어: John Joseph Gotti Jr., 1940년 10월 27일 ~ 2002년 6월 10일)는 미국의 갱스터였다. 뉴욕의 마피아 조직인 감비노가의 보스였던 인물이다.